# Aldershot
Aldershot – miasto w Anglii w hrabstwie Hampshire, położone około 60 km na południowy zachód od Londynu. Ludność miasta wynosi 58 170 mieszkańców, natomiast aglomeracja Aldershot Urban Area, w skład której wchodzą m.in. Camberley, Farnborough oraz Farnham liczy 243 344 mieszkańców.
Miasto jest mocno związane z British Army, która w 1854 roku założyła w Aldershot garnizon i przyczyniła się do gwałtownego rozwoju niewielkiej wsi do wiktoriańskiego miasta. Aldershot znane jest jako Home of the British Army ("Dom Armii Brytyjskiej").
W Aldershot znajdują się wytwórnie kabli i kauczuku syntetycznego.

## Architektura
- kościół św. Józefa